# 亚库尔索
亚库尔索（義大利語：Jacurso），是意大利卡坦扎罗省的一个市镇。总面积21平方公里，人口660人，人口密度31.4人/平方公里（2009年）。ISTAT代码为079065。